# Parc national du cap Le Grand
Le parc national du Cap Le Grand (anglais : Cape Le Grand National Park) est un parc national en Australie-Occidentale, à 631 km au sud-est de Perth et à 56 km à l'est d'Esperance.
La longue côte granitique offre quelques vues remarquables et des plages d'un sable blanc immaculé. Le parc est un point de promenade apprécié pour la pêche, le 4x4 et la randonnée.
Les plus belles plages du parc sont Lucky Bay, Rossiter Bay, Hellfire Bay, Le Grand Beach et Thistle Cove.
La partie sud-ouest du parc est occupée par des affleurements de gneiss et de granite qui forment une chaine de sommets comprenant le Mont Le Grand (345 m), le Pic du Français ou Béret (262 m) et la Colline du Mississippi (baleinière française du Capitaine Rossiter) (180 m).
Plus à l'intérieur, le parc est formé de maquis parsemés de marais et lacs d'eau douce. Ces landes possèdent aussi de denses populations de banksias (Banksia speciosa et Banksia pulchella).

## Galerie

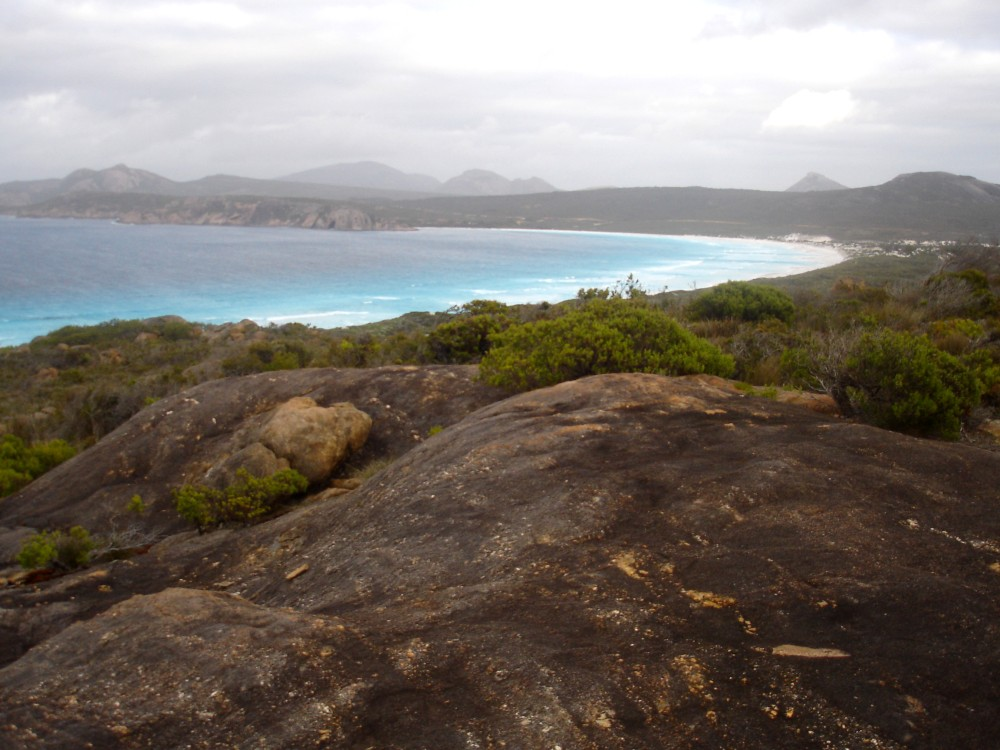
Au loin, Lucky Bay
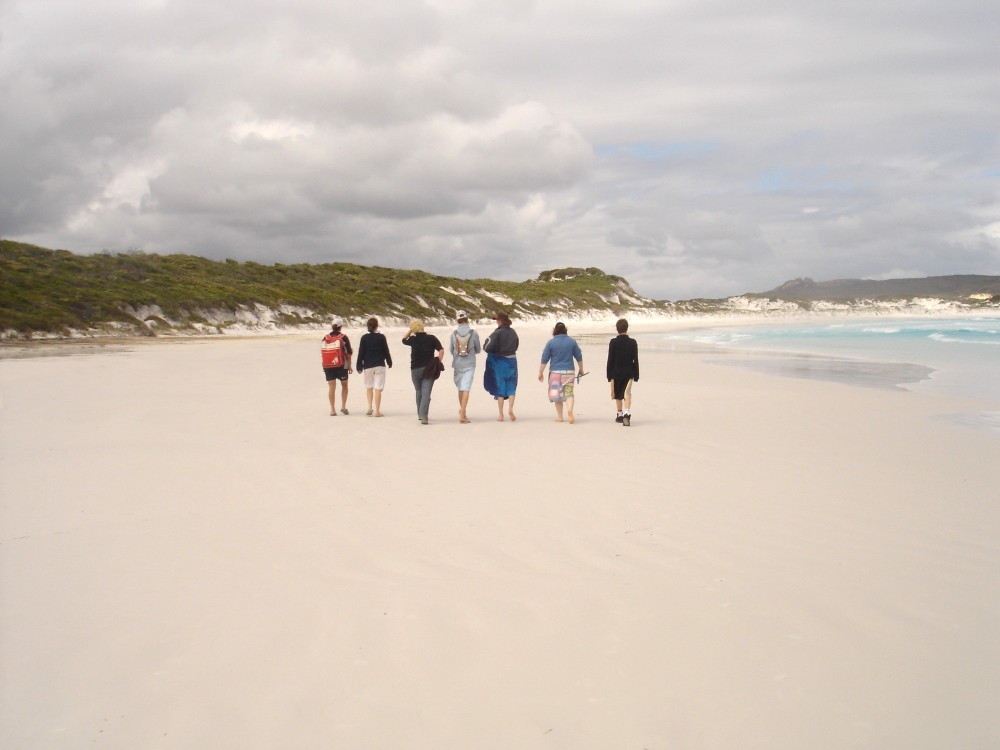
Lucky Bay
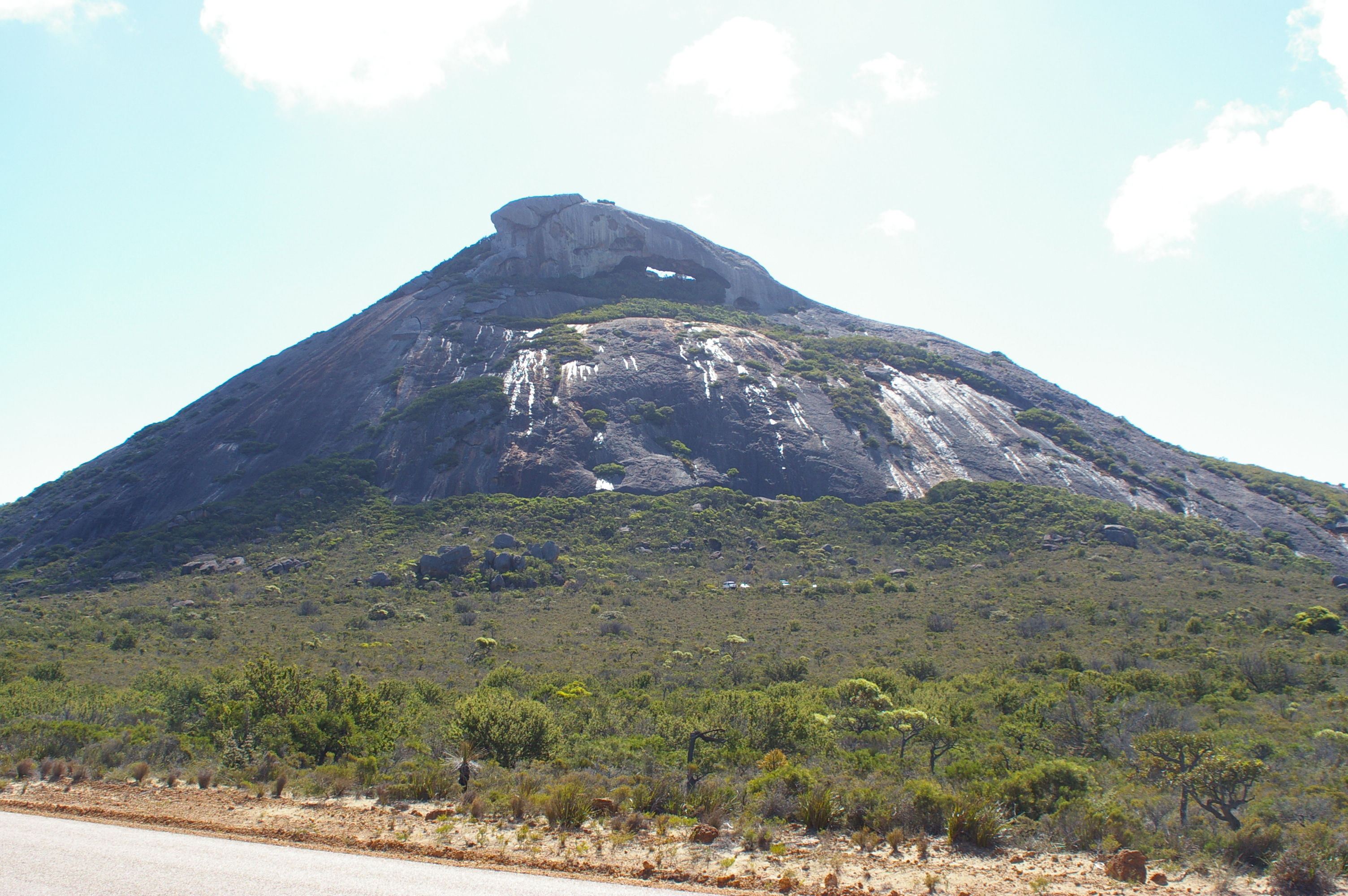
Le Béret